# Reserva Natural Chacocente
A Reserva Natural do rio Escalante-Chacocente é uma reserva natural na Nicarágua.
É uma das 78 reservas no país que estão oficialmente sob proteção federal. É um local onde ocorre a chegada em massa de tartarugas-oliva e a nidificação da quase extinta tartaruga-de-couro.